# Caminhos de Santiago

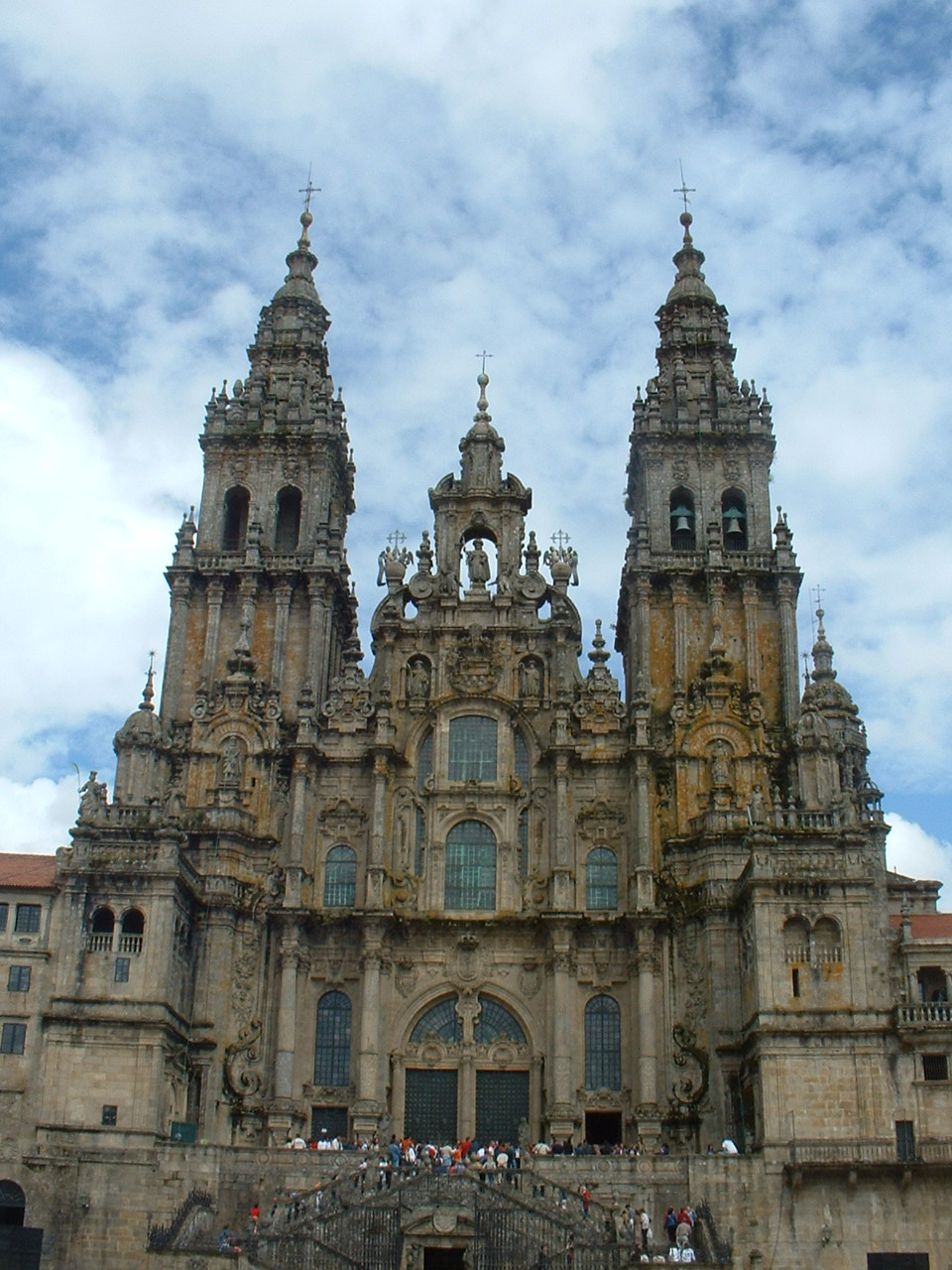
A Basílica de Santiago de Compostela é o ponto final dos Caminhos de Santiago

Os Caminhos de Santiago são os percursos dos peregrinos que afluem a Santiago de Compostela desde o século IX para venerar as relíquias do apóstolo Santiago Maior, cujo suposto sepulcro se encontra na catedral de Santiago de Compostela. A peregrinação foi uma das mais concorridas da Europa medieval, cuja importância só era superada pela Via Francigena (com destino a Roma) e Jerusalém, sendo concedida indulgência plena a quem a fizesse. Depois de vários séculos relativamente esquecida, desde os anos 1980 que a popularidade da peregrinação tem crescido substancialmente, embora grande parte das pessoas que fazem o Caminho — nome pelo qual é também conhecida a peregrinação — atualmente não o façam por motivos religiosos. O Caminho tornou-se um itinerário espiritual e cultural de primeira ordem, que é percorrido por dezenas ou centenas de milhares de pessoas todos os anos. Foi declarado Primeiro Itinerário Cultural Europeu em 1987 e Património da Humanidade (na Espanha em 1993 e na França em 1998).
Os caminhos espalham-se por toda a Europa e vão entroncar nos caminhos espanhóis. Com exceção das várias vias do Caminho Português e do Caminho da Prata, do qual uma variante atravessava o nordeste de Portugal, que têm origem a sul, e do Caminho Inglês que vinha do norte, a maior parte liga-se ao Caminho Francês, cuja rota mais popular entra em Espanha na zona de Pamplona (Roncesvalles), se encontra com as restantes em Puente la Reina e segue ao longo do norte de Espanha. O Caminho é geralmente feito a pé, mas também pode ser feito de bicicleta, a cavalo, ou até de burro.
Os peregrinos (do latim per ægros, "aquele que atravessa os campos") têm como símbolo uma vieira, a venera, cujas origens se atribuem aos povos ancestrais que antes do cristianismo peregrinavam a Finisterra, durante muitos séculos considerado o local mais ocidental do mundo conhecido e, como tal, o fim do mundo. O Caminho de Santiago é popularmente associado desde séculos à Via Láctea, por supostamente indicar o caminho para Santiago de Compostela à noite. Via Láctea é um dos nomes dado ao Caminho e um dos nomes populares da galáxia em Espanha e Portugal é Caminho ou Estrada de Santiago.

## História e lendas

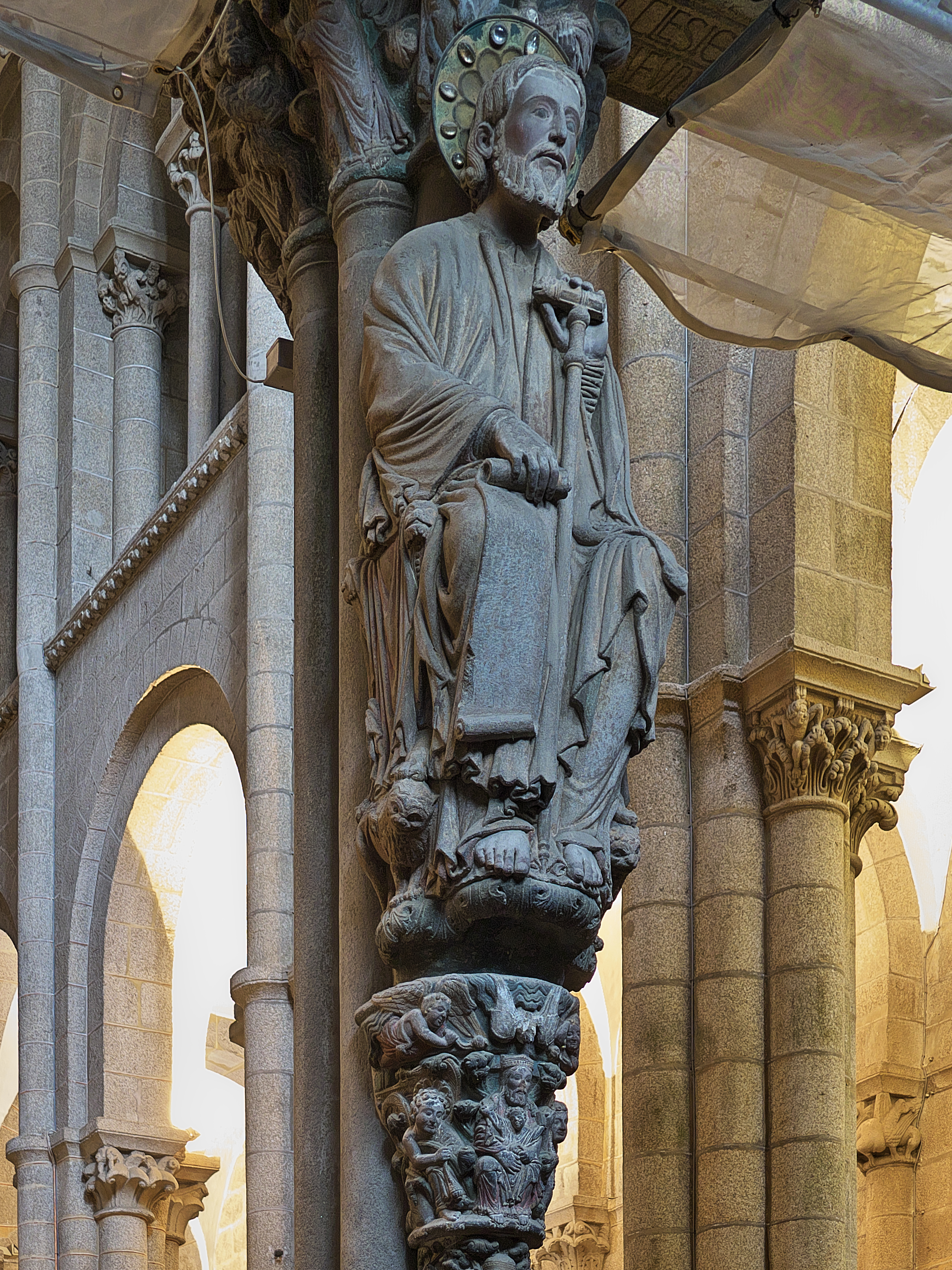
Santiago Apóstolo. Pórtico da Glória.

### Origem do culto a Santiago na Península Ibérica
O nome ibérico de Santiago provém do latim Sanctus Iacobus (literalmente São Jacó em português). As origens do culto a Santiago na Hispânia romana são desconhecidas. Especula-se que a peregrinação cristã deu continuidade a uma peregrinação pagã anterior que terminava no cabo Finisterra[carece de fontes?] (em latim: Finisterrae, literalmente "fim da terra"), durante muitos séculos considerado o local mais ocidental do mundo, mas não há quaisquer referências históricas que apoiem tal tese. A principal rota de peregrinação, o Caminho Francês, corresponde a uma antiga rota de comércio romana, que segue até ao cabo Finisterra. Como no passado, muitos peregrinos prosseguem até Finisterra depois de passarem por Santiago e o trecho entre Santiago e o cabo Finisterra também é considerado parte do Caminho.
Segundo a tradição, foi em Iria Flávia, a cidade mais importante da região durante o período romano, situada a cerca de 20 km a sudoeste de Compostela, que o apóstolo Santiago pregou pela primeira vez durante a sua estadia de evangelização da Hispânia. O apóstolo chegou à região em 34 d.C. vindo da Terra Santa. Depois da sua morte por decapitação em Jafa, na Judeia, o corpo e a cabeça do apóstolo foram transportados para a Galiza pelos seus discípulos Teodoro e Atanásio numa barca de pedra, que aportou no local onde é hoje Padrón, então o porto de Iria Flávia, e que foi amarrada à antiga ara de pedra que deu o nome à atual vila. Os discípulos depositaram os restos mortais de Santiago num local do monte Libredón, onde hoje se ergue a catedral. Depois de enterrarem o corpo do apóstolo, os dois discípulos ficaram a pregar em Iria Flávia. Num monte não muito longe do centro de Padrón, do outro lado do rio Sar, encontra-se um outro lugar de culto a Santiago: a pedra em cima da qual, de acordo com a lenda, Santiago celebrou missa.
Em finais do século VIII difunde-se no noroeste da Península Ibérica a lenda de que Santiago Maior tinha sido enterrado nessas terras. Em 812 ou 813, um eremita chamado Pelágio avistou uma estrela pousada no bosque Libredón (local onde se situa atualmente a Igreja de São Félix de Solovio (San Fiz), sobre uma urna de mármore. Isso mesmo comunicou ao bispo Teodomiro de Iria Flávia, que se deslocou ao local e ali identificou o achado como sendo o o sepulcro de Santiago com o corpo decapitado do apóstolo, nos restos de uma antiga capela e de um antigo cemitério romano. Esta suposta descoberta coincide com a chegada ao reino asturiano de moçárabes fugidos das zonas dominadas pelos muçulmanos, que procuravam um local onde pudessem praticar as suas crenças religiosas cristãs.
A figura de Santiago está intimamente ligada à Reconquista, da qual foi de certa forma padroeiro, como ainda é de Espanha. Uma das representações mais comuns em Espanha do apóstolo é a de Santiago Mata-mouros (Matamoros), que representa a sua aparição milagrosa como combatente montado num corcel branco na batalha de Clavijo, supostamente travada em 844, na qual Ramiro I das Astúrias, que tinha sido cercado por um grande exército muçulmano na sequência de se ter recusado a pagar tributo, conseguiu vencer os infiéis com a ajuda milagrosa de Santiago. A batalha de Clavijo, por muitos considerada uma lenda, é frequentemente apontada como uma das batalhas decisivas do início da reconquista cristã da Península Ibérica.
Os estudos histórico-arqueológicos levados a cabo no século XX na catedral de Santiago revelaram que desde as épocas galaico-romana e sueva Compostela era um lugar importante, onde eram sepultados altos dignitários civis ou religiosos, muito antes de 813. Isto pode corroborar a opinião de diversos estudiosos de que foi Prisciliano, patriarca da igreja galega no século IV, e não Santiago, que foi enterrado no local. Prisciliano foi decapitado em Tréveris, Alemanha, em 385, mas o seu corpo teria sido trazido para o norte da Península. Outros estudiosos propõem que Prisciliano teria sido enterrado perto de Astorga, outros no lugar de Os Martores ("Os Mártires" em galego), em San Miguel de Valga, na província de Pontevedra.
Segundo outra tradição, os restos mortais de Santiago Maior estão na Basílica Saint-Sernin (São Saturnino), em Toulouse, para onde teriam sido levadas por Carlos Magno, vindas da Galiza durante uma campanha contra os Sarracenos.
O rei Afonso II das Astúrias (r. 791–842) teria também sido o primeiro peregrino de Santiago da história quando se deslocou ao local com a sua corte. Afonso II, o Casto mandou também construir uma igreja no local onde, segundo a lenda, repousam os restos do apóstolo Santiago, onde estabeleceu uma comunidade religiosa permanente. Com o passar dos anos, essa igreja converteu-se num dos principais centros de peregrinação da cristandade e deu origem ao Caminho de Santiago, uma via pela qual se expandiram na Península Ibérica os novos estilos arquitetónicos que triunfaram na Europa. O Caminho estendeu-se por toda a Europa cristã e o número de peregrinos aumentou consideravelmente graças aos contactos culturais entre as nações europeias.

### Início da peregrinação
A promoção de Compostela como centro de peregrinação teve o beneplácito de Carlos Magno, que nela via mais uma forma de defender as suas fronteiras de invasões árabes. A notícia espalhou-se por toda a Europa cristã e os peregrinos começaram a acorrer ao lugar do sepulcro, o chamado Campus Stellae ("Campo da Estrela"), que degenerou no termo Compostela.

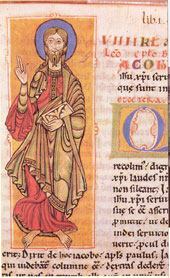
Ilustração do "Codex Calixtinus", cujo Livro V é um roteiro do Caminho para o peregrino

O culto a Santiago estendeu-se por toda a Galiza e Astúrias no século IX. Afonso III peregrinou em 872 e voltou em 874 com a rainha Jimena, ordenando a edificação de uma nova basílica, que foi consagrada no ano 889. É durante o reinado de Afonso III que a peregrinação a Compostela chega aos Pirenéus. A Diocese de Iria e o seu titular tornaram-se a mais poderosa administração eclesiástica não só da Galécia medieval, como de toda a Península Ibérica,[carece de fontes?] cujo poder e riqueza foi crescendo com as constantes doações por parte de monarcas.
No século X começou a desenvolver-se o Caminho Francês, passando a haver peregrinos vindos de Tours, Limoges e de Le Puy. Em meados do século anterior, o bispo Godescalco de Le Puy, é um dos primeiros peregrinos estrangeiros de renome. No início do século XI, Sancho III, o Grande fixou o traçado definitivo do Caminho de Santiago a norte, ao livrar de incursões muçulmanas a zona compreendida entre os Pirenéus e Nájera, aproveitando uma antiga estrada romana e substituindo o percurso anterior que atravessava Álava. A ele deve-se também a influência dos beneditinos da Abadia de Cluny ao longo de todo o Caminho.
Na opinião do historiador espanhol Menéndez Pidal, em certo sentido pode considerar-se o caudilho muçulmano Almançor como o grande revitalizador do Caminho de Santiago, que a ele deve a sua fama internacional.[carece de fontes?] Com efeito, os repetidos ataques de Almançor aos reinos cristãos hispânicos chegaram a preocupar os monges de Cluny, então o centro mais importante do cristianismo europeu. Um dos grandes impulsionadores da peregrinação no século XII foi o papa Calisto II (r. 1119–1124), que instituiu os Anos Santos (ou jubilares) Compostelanos. Tudo isto acontece em pleno período das cruzadas (a primeira iniciada em 1095) e da fundação da Ordem dos Templários em 1118 para proteger a peregrinação a Jerusalém.
Religiosos vinculados a Cluny elaboraram a Historia Compostellana e o Codex Calixtinus. Este último foi publicado c. 1140 e o seu Livro V, atribuído ao monge do Poitou Aimery Picaud, é ainda hoje considerado a fonte de muitos guias publicados atualmente. Esse livro descreve quatro rotas em França, uma a partir de Paris, e as restantes a partir de Vézelay, Puy e Arles, que se juntam em Ostabat-Asme, nos Pirenéus Atlânticos; o caminho seguia depois para Navarra convergindo com outras rotas em Puente la Reina, de onde sai uma rota bem definida que liga Burgos, Carrión de los Condes, Sahagún, Leão, Astorga e Compostela. Os reis ibéricos favoreceram muito a constituição e proteção de uma rede de mosteiros cluniacenses no norte da Península Ibérica, particularmente em redor do Caminho. Essa política está intimamente ligada ao desejo dos monarcas de romper o seu isolamento em relação ao resto da Cristandade mediante laços dinásticos, culturais e religiosos.

O caminho do peregrino é uma coisa muito boa, mas é estreito. Porque a estrada que nos leva à vida é estreito; por outro lado, a estrada que leva à morte é largo e espaçoso. O caminho do peregrino é para aqueles que são bons: é a ausência de vícios, o impedimento do corpo, o aumento das virtude, perdão para os pecados, o pesar para o penitente, o caminho dos justos, amor dos santos, fé na ressurreição e a recompensa dos abençoados, uma separação do inferno, a proteção dos céus. Afasta-nos de comidas saborosas, faz a gordura gulosa desaparecer, evita a volúpia, constrange os apetites da carne que atacam a fortaleza da alma, limpa o espírito, leva à contemplação, torna modesto o arrogante, eleva os humildes, ama a pobreza. Odeia a repreensão dos que se movem por ganância. Ama, por outro lado, a pessoa que dá ao pobre. Recompensa aqueles que vivem na simplicidade e fazem boas ações; e, por outro lado, não arrasta  aqueles que são avarentos e iníquos das garras do pecado.

— Codex Calixtinus 
Muitos dos primeiros peregrinos provinham de regiões da Europa pioneiras em novidades musicais. Partindo do norte e de zonas mais centrais de França, tinham passado por locais de culto como Chartres e Tours. Ali puderam escutar as melodias que todo o ocidente cristão considerava o verdadeiro legado do papa Gregório. Pouco importava aqueles que vinham do norte de Itália, atravessando os Alpes e Pirenéus, que lhes dissessem que nas suas terras de origem o rito litúrgico era mais antigo e venerável do que aquele a que eles chamavam romano. Tão pouco importava muito que, uma vez entrados em território hispânico, estando reunidos peregrinos de distintas procedências num mesmo Caminho, parassem em algum mosteiro riojano e ali se lhes falasse com alguma nostalgia de uma liturgia que até há pouco tempo era o elemento unificador frente às hostes de Alá que desde há séculos ocupava grande parte do território hispânico.
Nesses mosteiros riojanos e castelhanos ainda se encarariam com algum receio aqueles caminhantes que se dirigiam a Campus Stellae seguindo precisamente a rota pela qual tinha entrado o principal inimigo do rito hispânico. Pela rota jacobeia as antigas cerimónias e costumes foram sendo modificados para que aqueles que vinham de regiões remotas pudessem entender algo do culto que escutavam. Tanto é assim que, ante os desejos unificadores de Afonso VI, o rito autóctone foi abolido e substituído pela liturgia dita romana.

### Consolidação da rota jacobeia

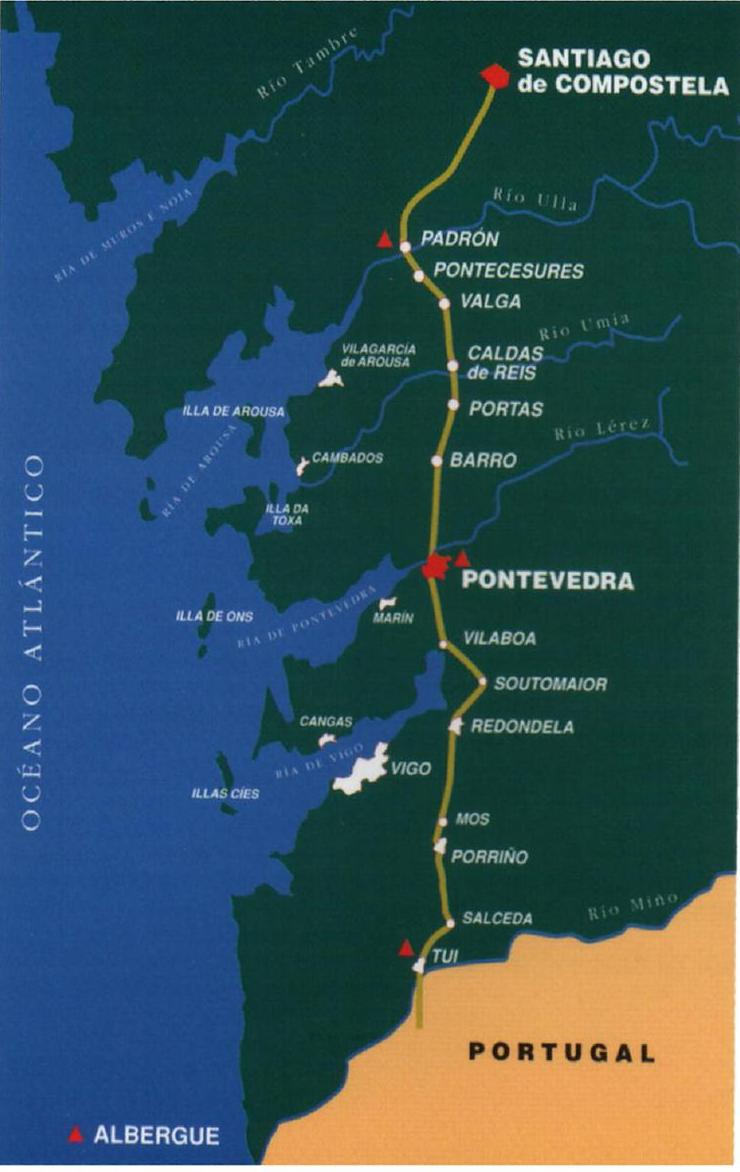
Mapa da Rota da Costa do Caminho Português de Santiago na Galiza

O número de peregrinos aumentou consideravelmente a partir do século X, quando a população europeia logrou sair do isolamento de épocas anteriores e inicia uma série de contactos e intercâmbios que, no campo religioso, levaram a fazer da peregrinação a forma mais difundida de devoção. Roma, Jerusalém e Santiago de Compostela serão os destinos mais importantes: todos os caminhos levam a Roma. Os cruzados e as cidades marítimas italianas abrem a rota de Jerusalém. Os monarcas de Navarra, Aragão, Castela e Leão facilitam a viagem a Santiago através da construção de pontes, reparação de caminhos, edificação de hospitais e, de modo geral, melhorando as infraestruturas das localidades por onde passava o caminho. Isso favoreceu o repovoamento das cidades, em especial com francos, o que também foi estimulado através da isenção de taxas de portagem aos peregrinos.
Os registros mais antigos de peregrinos vindos de além-Pirenéus que visitaram o santuário data de meados do século XI, mas aparentemente só um século depois é que um elevado número de peregrinos de fora da Península Ibérica começaram a ser presença regular. Os registos mais antigos de peregrinos de Inglaterra são do período entre 1092 e 1105. Porém, no início do século XII a peregrinação já se tinha transformado em algo altamente organizado.
Tendo-se convertido no terceiro centro de peregrinação da cristandade, só superado por Roma e Jerusalém, a partir do século XI ou XII chegavam a Compostela peregrinos vindos dos mais diversos pontos da Europa, desde a Occitânia e resto da França, Navarra, Aragão e Catalunha por terra, até às Ilhas Britânicas, Escandinávia e Alemanha por via marítima. O fenómeno jacobeu foi decisivo para a conformação cultural e económica do Reino da Galiza. O caráter apostólico da sua igreja e as riquezas acumuladas graças aos peregrinos permitiram a um bispo empreendedor, Diego Gelmires (c. 1059–1139), converter a sua sé de Compostela em arquidiocese e construir não só uma catedral que foi um centro artístico e religioso de primeira importância, como tornar Santiago uma cidade com intensa atividade comercial derivada da sua condição de cidade santa, onde seriam coroados os reis galegos e onde se desenvolveria a escola literária galaico-portuguesa.

### Declínio
Depois do século XIV deram-se muitas convulsões sociais na Europa que afastaram os potenciais peregrinos para outros destinos. Por outro lado, a Reconquista desloca toda a atenção económica e governamental dos reinos ibéricos para sul. O Caminho de Santiago perde o esplendor dos séculos anteriores. O Grande Cisma do Ocidente em 1378 agrava a situação e divide a cristandade ocidental. O século XV também não trouxe a revitalização, devido ás muitas conturbações vividas no velho continente nesse período: guerras, fome, peste, más colheitas, secas, etc. Apesar de tudo, muitos peregrinos continuaram a acorrer ao túmulo do apóstolo para cumprir a sua penitência mas, ano após ano, o Caminho foi caindo no esquecimento.

### Ressurgimento no final do século XX
Depois de séculos em que pouco mais foi que uma memória do passado — em 1985/86 registaram-se na Oficina de Acogida de Peregrinos da catedral de Santiago apenas 2 491 peregrinos — a partir da década de 1980 o Caminho ganhou cada vez mais popularidade, para o que contribuiu o esforço de sinalização dos trilhos e percursos urbanos, principalmente no norte de Espanha (o Caminho Francês, o mais concorrido), mas também pelo resto de Espanha, em França e Portugal (principalmente no Norte), a par da recuperação e da abertura de novos albergues de peregrinos ao longo do caminho. Apesar de muitas das pessoas, — segundo algumas fontes a maioria — não fazerem o percurso por razões religiosas, mas por lazer, o número de peregrinos registados não tem parado de crescer, principalmente nos Anos Jubilares, quando o dia do apóstolo, 25 de julho coincide com um domingo (1993, 1999, 2004, 2010 e 2021; o próximo é em 2027).
Nas últimas décadas, a interpretação do santuário católico sofreu uma evolução doutrinal, com a palavra "túmulo" a desaparecer dos discursos dos últimos papas. João Paulo II falou do "memorial de Santiago", sem usar a palavra "relíquias", e Bento XVI disse simplesmente que a catedral de Compostela "está ligada à memória de Santiago".
| Ano     |        |        |              |              |              |
| Ano     | Total  | var.%  | Estrangeiros | Estrangeiros | Estrangeiros |
| Ano     | Total  | var.%  | Número       | % do total   | var.%        |
| ------- | ------ | ------ | ------------ | ------------ | ------------ |
| 1985/86 | 2 491  |        |              |              |              |
| 1987    | 2 905  |        |              |              |              |
| 1988    | 3 501  |        |              |              |              |
| 1989    | 5 760  | 64,5%  | 2 391        | 41,5%        |              |
| 1990    | 4 918  | −14,6% | 2 151        | 43,7%        | −10,0%       |
| 1991    | 4 274  | −13,1% | 2 330        | 54,5%        | 8,3%         |
| 1992    | 9 764  | 128,5% | 2 751        | 28,2%        | 18,1%        |
| 1993    | 99 436 | 918,4% | 5 093        | 5,1%         | 85,1%        |
| 1994    | 15 863 | −84%   | 4 183        | 26,4%        | −17,9%       |
| 1995    | 19 821 | 25%    | 5 757        | 29,0%        | 37,6%        |
| 1996    | 23 218 | 17,1%  | 6 710        | 28,9%        | 16,6%        |
| 1997    | 25 179 | 8,4%   | 7 671        | 30,5%        | 14,3%        |
| 1998    | 30 126 | 19,6%  | 12 173       | 40,4%        | 58,7%        |

| Ano  |         |        |              |              |              |
| Ano  | Total   | var.%  | Estrangeiros | Estrangeiros | Estrangeiros |
| Ano  | Total   | var.%  | Número       | % do total   | var.%        |
| ---- | ------- | ------ | ------------ | ------------ | ------------ |
| 1999 | 154 613 | 413,2% | 20 403       | 13,2%        | 67,6%        |
| 2000 | 55 004  | −64,4% | 19 925       | 36,2%        | −2,3%        |
| 2001 | 61 418  | 11,7%  | 21 854       | 35,6%        | 9,7%         |
| 2002 | 68 952  | 12,3%  | 27 355       | 39,7%        | 25,2%        |
| 2003 | 74 614  | 8,2%   | 30 518       | 40,9%        | 11,6%        |
| 2004 | 179 944 | 141,2% | 43 873       | 24,4%        | 43,8%        |
| 2005 | 93 924  | −47,8% |              |              |              |
| 2006 | 100 377 | 6,9%   | 48 166       | 48,0%        |              |
| 2007 | 114 026 | 13,6%  | 58 700       | 51,5%        | 21,9%        |
| 2008 | 125 141 | 9,7%   | 64 149       | 51,3%        | 9,3%         |
| 2009 | 145 877 | 16,6%  | 79 007       | 54,2%        | 23,2%        |
| 2010 | 270 800 | 85,6%  |              |              |              |

## Símbolos do Caminho

### A vieira

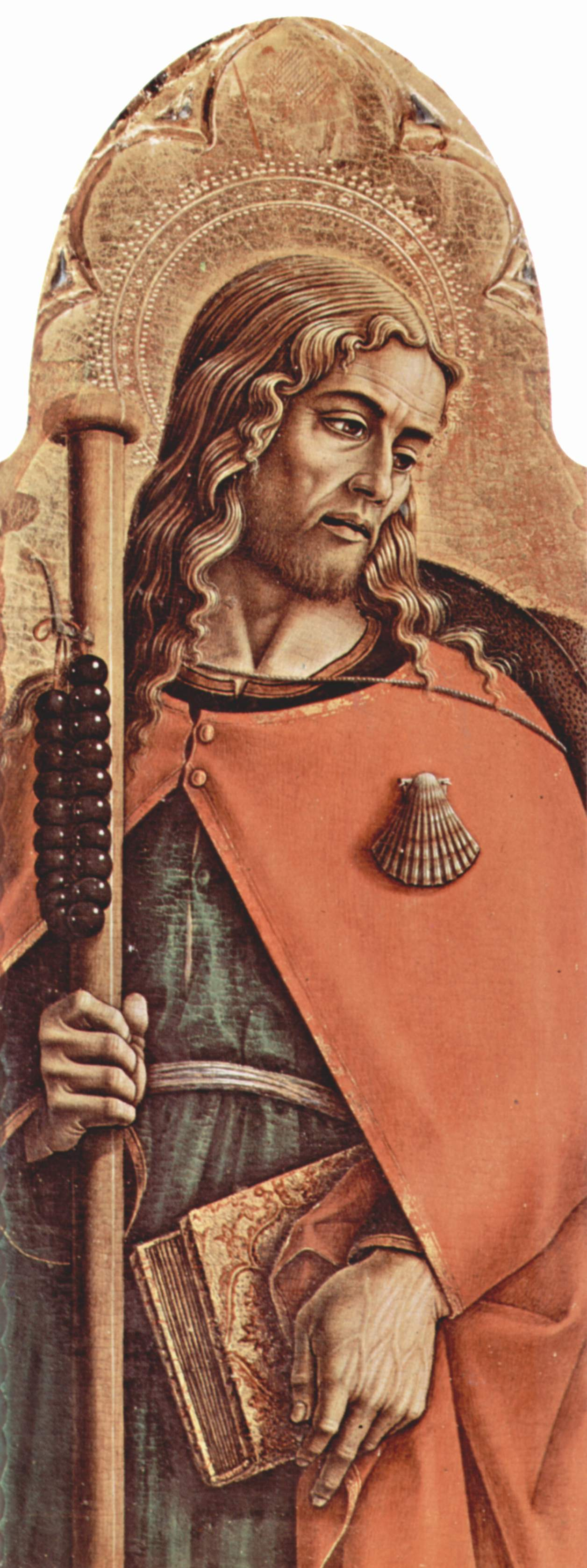
Santiago retratado como peregrino, com uma vieira ao peito e um bordão na mão. Pintura de Carlo Crivelli

A concha de vieira, facilmente encontrada nas costas da Galiza, é desde há muito o símbolo do Caminho de Santiago e dos seus peregrinos. Ao longo dos séculos, a vieira ganhou significados míticos, metafóricos e práticos, se bem que possivelmente a sua relevância se deva ao desejo dos peregrinos e visitantes de Compostela levarem para casa uma recordação.
As duas versões lendárias mais comuns sobre a origem do símbolo relacionam-se com a morte de Santiago, que foi decapitado em Jafa ou Jerusalém em 44 d.C.. Segundo a tradição, ele teria passado algum tempo pregando o Evangelho na Hispânia, mas voltou para a Judeia depois de ter tido uma visão da Virgem Maria na margem do rio Ebro.
- Primeira versão: Depois da morte de Santiago os seus discípulos levaram o corpo de barco para a Península Ibérica, para ser enterrado no que é hoje Santiago de Compostela. Ao largo da costa ibérica, uma violenta tempestade atingiu o navio e o corpo caiu ao mar tendo-se perdido. Contudo, depois de algum tempo, deu à costa sem estragos, coberto por vieiras.[nt 2]
- Segunda versão: Depois da morte de Santiago o seu corpo foi misteriosamente transportado por um navio sem tripulação para a Península Ibérica, para ser enterrado no que é hoje Santiago de Compostela. Quando o navio se aproximou de terra, estava a decorrer um casamento na costa. O jovem noivo estava montado num cavalo e ao ver o navio aproximar-se o cavalo assustou-se e cavaleiro e montada mergulharam no mar. Através de uma intervenção miraculosa, o cavaleiro e o seu cavalo emergiram da água vivos, cobertos de conchas.[nt 2]

A concha de vieira também é uma metáfora. Os sulcos radiantes na concha, que se juntam num só ponto, representam as várias rotas usadas pelos peregrinos, que acabavam por chegar todos ao mesmo destino — o sepulcro de Santiago em Compostela. A concha tem, além disso, uma metáfora do peregrino: como as ondas do oceano arrastam conchas de vieira para as costas da Galiza, a mão de Deus guia os peregrinos para Santiago. A concha tinha também utilidade prática para os peregrinos, pois tem o tamanho adequado para tirar e beber água das fontes e para servir como tigela de comida. Tradicionalmente, a vieira é pendurada no chapéu, outro artefato típico do peregrino, ou então na roupa. No passado, os peregrinos apresentavam-se em igrejas, castelos, mosteiros, etc. ao longo do Caminho e podiam contar com oferta da comida que conseguissem recolher com uma colherada da concha. Provavelmente davam-lhes aveia, cevada e talvez cerveja ou vinho. Dessa forma, até as casas mais humildes podiam ser caridosas com os peregrinos sem risco de serem sobrecarregadas. A vieira como animal está associada a Santiago nos léxicos de várias línguas; coquille Saint Jacques ("concha de Santiago") designa o molusco e o molho com o qual é geralmente preparado em francês; em alemão as vieiras são chamada Jakobsmuscheln (literalmente "mexilhões de Santiago").

### Outros símbolos: o bastão e a Via Láctea
Outro acessório típico do peregrino é um bordão de caminhada ou cajado, que tradicionalmente tem uma travessa ou um gancho para poder ser levado no ombro com coisas penduradas nele.
O nome popular da nossa galáxia, a Via Láctea, em Portugal e Espanha é "Caminho de Santiago, porque supostamente indica o caminho para Santiago de Compostela à noite. De acordo com uma lenda medieval, a Via Láctea (do latim "estrada de leite", devida ao seu aspecto de mancha esbranquiçada no céu), foi formada pela poeira levantada pelos peregrinos quando caminhavam. Compostela (em latim: Campus Stellae) também tem reminiscências cósmicas, pois significa "campo de estrelas", em alusão à lenda da descoberta do túmulo pelo eremita Pelágio. Outra origem para a associação entre a galáxia e o Caminho é o volume IV do Liber Sancti Jacobi ("Livro de Santiago", ou Codex Calixtinus), do século XII que relata que o santo apareceu em sonhos a Carlos Magno, pedindo-lhe que libertasse o seu túmulo dos Mouros e dizendo-lhe que para o encontrar devia seguir o caminho indicado pela Via Láctea.

### Credencial do peregrino

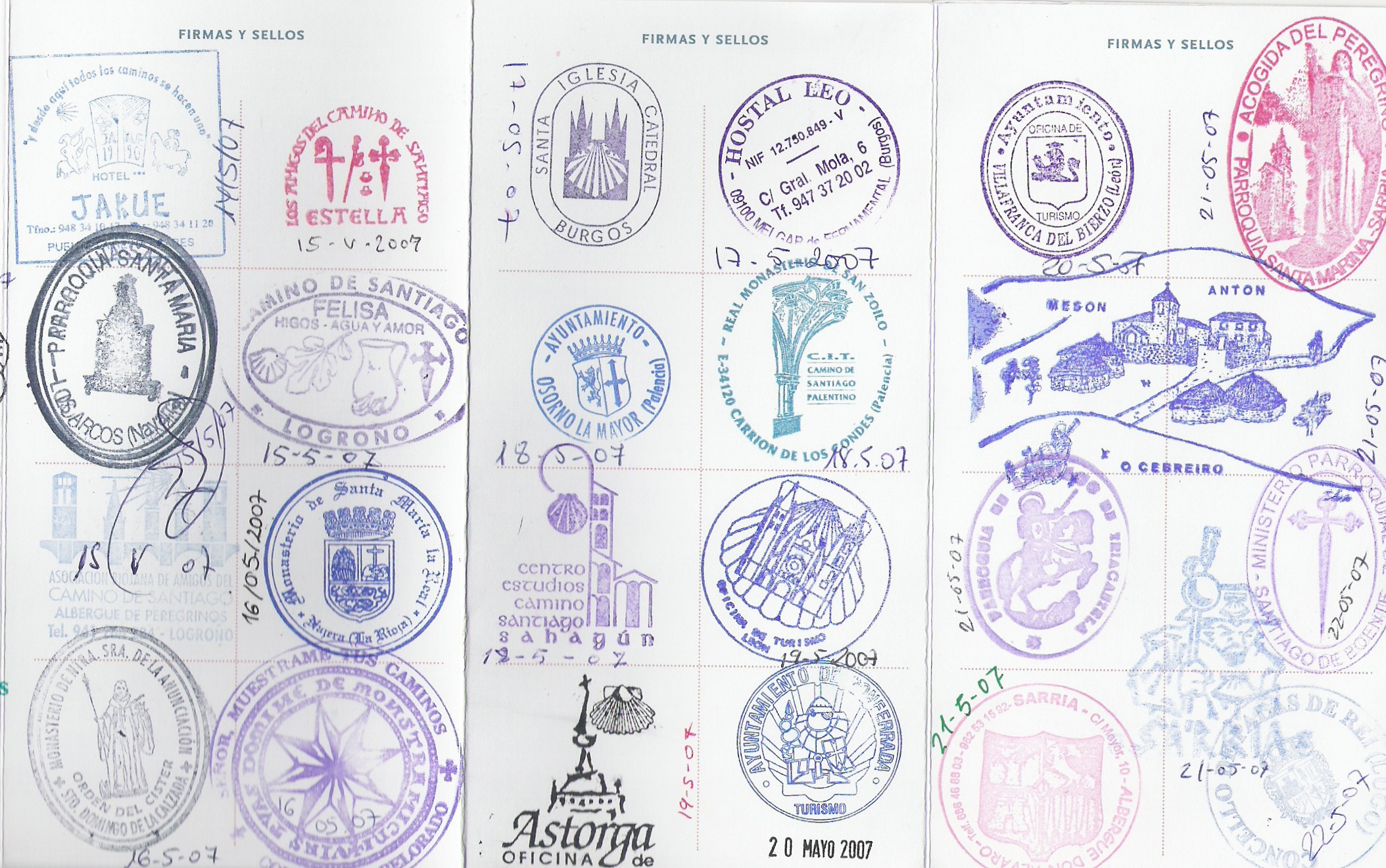
Credencial do peregrino com carimbos do Caminho Francês em Espanha

A chamada credencial do peregrino é um documento semelhante a um passaporte, devido à sua forma desdobrável de 14 páginas, que identifica o peregrino como tal. Ao longo do seu percurso, o peregrino deve carimbar pelo menoses duas vezes por dia a sua credencial em pontos do Caminho, como igrejas, albergues e por vezes também organismos públicos ou até bares e restaurantes. Estes carimbos atestam a passagem do peregrino por esses pontos e, quando os últimos 100 km da peregrinação foram feitos a pé ou a cavalo (ou 200 km em bicicleta), permitem obter a chamada compostela, um documento emitido pela Oficina do Peregrino da catedral de Santiago que comprova a peregrinação a Compostela «com sentido cristão: `devotionis affectu, voti vel pietatis causa´, ou ainda numa atitude de busca espiritual.»
No passado era basicamente uma carta de recomendação passada pelo padre da paróquia do peregrino, que atestava a condição de peregrino recomendável, a quem se podia oferecer hospitalidade. Servia também como salvo-conduto para as autoridades civis, militares e eclesiásticas ao longo do Caminho.
Atualmente, a credencial é um sinal de que o seu detentor é alguém que faz a peregrinação a pé, em bicicleta ou a cavalo, com «sentido cristão", mesmo que seja apenas em atitude de busca.» É emitida por várias entidades ligadas à igreja, como paróquias, confrarias de Santiago, Associações de Amigos do Caminho de Santiago, albergues de peregrinos em Espanha e várias entidades reconhecidas pela Oficina do Peregrino do Arcebispado de Santiago de Compostela, como albergues de peregrinos e igrejas ao longo do Caminho. Conforme a entidade emissora, a credencial pode ser gratuita ou ter um custo simbólico (geralmente de um ou dois euros em Espanha e Portugal). É entregue a quem a solicita e cumpre todas as condições para poder recebê-la. No caso do peregrino não a requerer junto à sua paróquia ou não disponha de uma carta de recomendação, a entrega da credencial pode passar por uma entrevista informal prévia para avaliar se o requerente preenche todos os requisitos. Segundo algumas fontes, não é condição necessária ser-se cristão para obter uma credencial, desde que a peregrinação tenha um objetivo espiritual.
A credencial não dá quaisquer direitos ao seu portador, mas este compromete-se comportar-se devidamente ao longo do Caminho, principalmente nos albergues de peregrinos, e os responsáveis dos albergues podem reter as credenciais dos peregrinos «que não cumpram as condições para recebê-las ou que não se comportem de modo adequado nos seus albergues.» Na prática, a credencial é quase sempre necessária para poder fazer uso dos albergues de peregrinos, que em Espanha são gratuitos, embora seja usual deixar uma pequena contribuição para ajudar nas despesas. Ao longo do Caminho há também muitas hospedarias e estabelecimentos hoteleiros que dão descontos aos portadores da credencial.

## Caminhos existentes

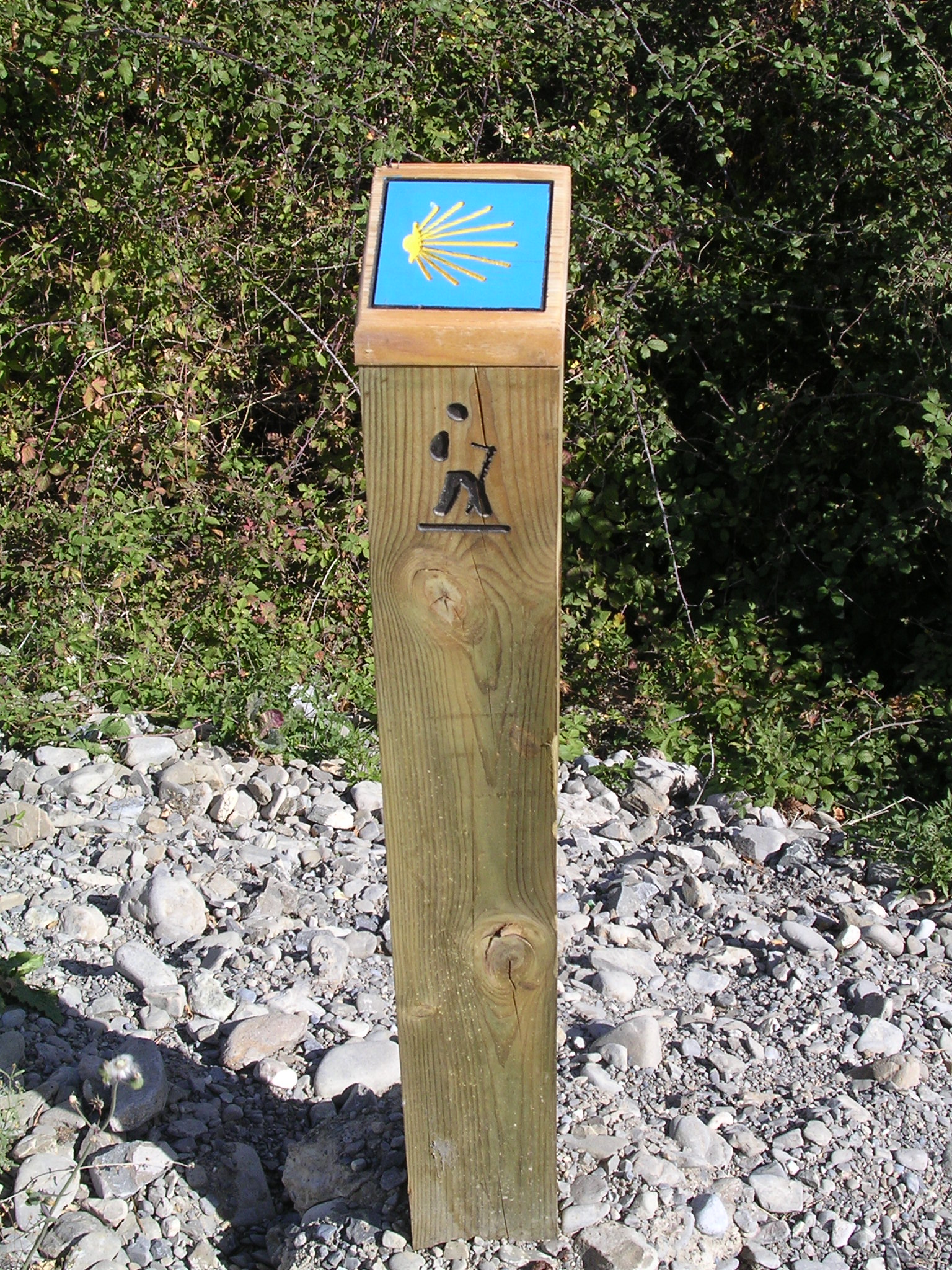
Marco de sinalização do Caminho

De modo geral os caminhos hoje encontram-se sinalizados por setas de cor amarela, no chão, muros, pedras, postes, árvores, estradas, marcos de granito ou concreto, e outros. Como regra, passam sempre em frente à igreja mais importante ou mais antiga da cidade.
Entre as várias rotas, delineadas desde a Idade Média, destacam-se:
- Caminho Francês — Que recebe entre outros a Via Podiensis e antes a Via Gebennensis, a partir de Saint-Jean-Pied-de-Port, entra na Espanha por Roncesvalles, no sopé dos Pirenéus, e de lá segue por cerca de 800 km até Compostela.

A este liga-se o Caminho Aragonês ("Tramo Aragonés") com saída em Somport, com cerca de 980 km.
- Caminho da Prata ("Via de la Plata") — com saída em Sevilha (Espanha), passando por Chaves e Ourense, é o mais longo e segue uma antiga estrada romana a que os árabes chamaram algo que foneticamente soava a 'plata' e assim ficou o nome
- Caminho Primitivo — com saída em Oviedo.
- Caminho do Norte — Parte de Irún passando por San Sebastian e segue por cerca de 1 100 km. A partir de Tapia 203 km
- Caminho Português, com várias alternativas a partir de Lisboa.
  - Caminho Português (principal) (≈600 km a partir de Lisboa / 250 km a partir do Porto)

Trajeto a partir de Lisboa: Alhandra, Azambuja, Santarém, Golegã, Tomar, Alvaiazere, Rabaçal, Coimbra, Mealhada, Águeda, Albergaria-a-Velha, Oliveira de Azemeis, Grijó, Porto
Trajeto a partir do Porto: Vairão, Rates, Barcelos, Ponte de Lima, Rubiães, Valença, Tui, Redondela, Pontevedra, Caldas de Reis, Padrón, Santiago de Compostela.
- Caminho Português pela Costa (+-250 km)

Trajeto a partir do Porto, Vila do Conde, Póvoa de Varzim (São Pedro de Rates), Esposende, Viana do Castelo, Caminha, La Guardia, Baiona, Vigo, Redondela e caminho comum ao Português
- Existem também outros troços no Caminho Português, nomeadamente a sul do Tejo e que desembocam em Lisboa, mas sem sinalização: Faro–Loulé (20 km); Santiago do Cacém–Grândola–Alcácer do Sal (50 km); Palmela–Coina–Barreiro (23 km).[13]
- Caminho Sanabrês — a partir de uma bifurcação do Caminho da Prata, desde Granja de Moreruela. Após Puebla de Sanabria e até A Gudiña, o caminho está mal sinalizado e contém troços em muito mau estado de conservação, pelo que se aconselha reserva quanto aos tempos de circulação nesta região. O Caminho Sanabrês é dos menos frequentados, mas nem por isso com menos interesse paisagístico e cultural.

A maior parte dos caminhos portugueses entroncam em Valença do Minho, onde se fazia (faz) a travessia da fronteira para Tui e daí estende-se por cerca de 110 km. Do lado português, os percursos mais frequentados são a partir de Lisboa, do Santuário de Fátima, de Coimbra, do Porto, de Barcelos ou de Braga. Nos últimos anos, tem ganhado relevo o percurso Lisboa–Coimbra–Porto–Rates–Barcelos–Ponte do Lima–Valença como principal caminho português.
- Caminho da Ria de Arousa, de Padrón.
- Caminho Inglês — parte de Ferrol ou da Corunha, estendendo-se por aproximadamente 120 km.

Surgiu a partir dos peregrinos das ilhas britânicas que, devido à Guerra dos Cem Anos, não podiam atravessar a França com segurança e assim viajavam de barco até à Galiza e daí a pé até Compostela
- Caminho de Finisterra — um prolongamento, especialmente para os peregrinos que vinham de longe terem a ideia que tinham chegado ao 'fim da terra' (finis terrae).

Apenas os Caminhos Inglês, Francês, Português e "Sanabrés" chegam a Santiago de Compostela.
Os outros vão-se juntando a estes três durante o percurso. O Caminho de Finisterra une Santiago de Compostela e o Cabo Finisterra.
- Caminho da Pequena Polônia

## A peregrinação na literatura e no cinema
Livros
- O Diário de um Mago (1987), de Paulo Coelho
- Therapy (1995), de David Lodge
- Immortelle randonnée , Compostelle malgré moi (2013), de Jean-Christophe Rufin
- Veloso, Guy (1999), Via Láctea — Pelos Caminhos de Santiago de Compostela, 5a edição, Ed. Sedna (Brasil), 2007;
- Leal, Agostinho (2019), O Caminho Sob o Silêncio das Estrelas (ISBN 978-1702094276)[14] e Memórias de Um Peregrino (ISBN 978-1702091909),[15] Ego Editora (Lisboa).

Filmes
- La voie lactée (1969), de Luis Buñuel
- Saint-Jacques… La Mecque (francês) (2005), de Coline Serreau
- Les doigts croches (2009), de Ken Scott
- The Way (2010), de Emilio Estevez
- Onde está a Felicidade[16] (2011), de Carlos Alberto Riccelli.

## Relatos do Caminho

### Testemunhos antigos
- Péricard-Méa, Denise (dir.); Nejedly, Martin (introdução) (2008), De la Bohême jusqu'à Compostelle Aux sources de l'idée d'union européenne, ISBN 978-2-7588-0180-1, col. «Autour de Compostelle» (em francês), Biarritz: Atlantica Inclui «Le projet du roi Georges de Podebrady (1464)» e «Le voyage de Léon de Rozmital (1465–1467)».
- Péricard-Méa, Denise (tradução e anotações) (2009), De Nuremberg à Grenade et Compostelle Jérôme Münzer, 1493 (em francês), Biarritz: Atlantica
- Péricard-Méa, Denise (dir.); Iñarrea Las Heras, Ignacio (prefácio) (2011), Récits de pèlerins de Compostelle Neuf pèlerins racontent ... (1414–1531) (em francês), Cahors: La Louve
- Bourlès, Jean-Claude, ed. (2002), Guillaume Manier, un paysan picard à Saint-Jacques-de-Compostelle (1726–1727), ISBN 2-228-89598-9, col. Petite Bibliothèque Payot-Voyageurs (em francês), Paris: Payot et Rivages

### Testemunhos recentes
- Saint-André, Alix de (2010), En avant, route !, ISBN 9782070128372 (em francês), Gallimard
- Ricard, Raymond (2011), Ultreya, pélerin !: le chemin de Compostelle en Espagne, ISBN 9782914651844 (em francês), G. Gallas Relato do Caminho Francês percorrido em 1993.
- Rufin, Jean-Christophe (2013), ISBN 978-2-35221-061-0 (em francês), Guerin